# 横浜中央クラブ
横浜中央クラブ（よこはまちゅうおうクラブ）は、神奈川県横浜市に本拠地を置き、日本野球連盟に加盟している社会人野球のクラブチーム。

## 来歴
2004年に神奈川県横浜市を本拠地に『旭中央クラブ』として発足し、2005年2月16日付けで日本野球連盟に加盟した。
加盟1年目となる2005年は、元プロ野球選手2人・甲子園経験者10人を擁し都市対抗野球大会神奈川1次予選で3位となり2次予選に進出した。
2008年の第79回都市対抗野球大会神奈川1次予選で準優勝し、神奈川2次予選及び全日本クラブ野球選手権南関東大会へ進出。南関東大会 2回戦敗退。
2008年11月19日付けで、チーム名を『横浜中央クラブ』に改称した。
2022年4月　中学生硬式野球チーム、横浜アサヒ中央ボーイズ(旧旭中央ボーイズ)と提携

## 設立・沿革
- 2004年 - 『旭中央クラブ』として発足
- 2005年 - 日本野球連盟に正式加盟
- 2005年 - 第76回都市対抗野球大会神奈川1次予選　3位
- 2005年 - 山梨県知事杯　準優勝
- 2005年 - オープン戦でサムライ・ベアーズ（米独立リーグ）に勝利　　旭中央14-6サムライ
- 2008年 - 第79回都市対抗野球大会神奈川1次予選　準優勝
- 2009年 - チーム名を『横浜中央クラブ』に改称

## 元プロ野球選手等の競技者登録
- 竹内和也 - 投手→京都ファイアーバーズ（元：西武ライオンズ）
- 吉田幸央 - 投手（元：ヤクルトスワローズ）
- 鈴江彬 - 投手（元：千葉ロッテマリーンズ)